# Szakai Gótoku
Szakai Gótoku (酒井 高徳; Hepburn:  Sakai Gōtoku; New York, USA, 1991. március 14. –) japán-német labdarúgó, a Vissel Kobe játékosa. Posztját tekintve jobb oldali védő. A japán válogatottnak is tagja.

## Sikerei, díjai

### VfB Stuttgart
- DFB-Pokal második helyezett: 2012–13

## Fordítás
- Ez a szócikk részben vagy egészben  a   Gōtoku Sakai című angol Wikipédia-szócikk fordításán alapul.  Az eredeti cikk szerkesztőit annak laptörténete sorolja fel. Ez a jelzés csupán a megfogalmazás eredetét és a szerzői jogokat jelzi, nem szolgál a cikkben szereplő információk forrásmegjelöléseként.